# Ecorregión terrestre bosque chiquitano
La ecorregión terrestre bosque chiquitano (en inglés Chiquitano dry forests) (NT0212) es una georregión ecológica situada en las sierras del centro-este de América del Sur. Se la incluye entre los bosques latifoliados secos tropicales y subtropicales del neotrópico de la ecozona Neotropical.

## Distribución
Se distribuye en el centro-oeste del Brasil en los estados de: Mato Grosso, Mato Grosso del Sur, y Rondonia, y en el este de Bolivia, en el departamento de Santa Cruz.
Esta ecorregión ocuparía también algunos cerros fronterizos del extremo norte del chaco paraguayo en el departamento de Alto Paraguay, en donde se hace presente una flora distinta a la chaqueña que los rodea.

## Características geográficas
Esta ecorregión ocupa lomadas y serranías bajas en un ambiente intertropical, con fuerte estacionalidad, concentrándose las precipitaciones en la temporada cálida, estando totalmente ausentes en el invierno.

## Características biológicas

### Flora
Los bosques de esta ecorregión presentan una destacadísima estacionalidad, estando desfoliados por completo en la estación más fría del año, mientras que en la más cálida se presentan tupidos. 
Fitogeográficamente, la vegetación de esta ecorregión se relaciona con los distritos fitogeográficos chaqueño serrano y chaqueño occidental, ambos forman parte de la provincia fitogeográfica chaqueña.
Algunos especialistas han postulado que la selva basal o selva pedemontana (tradicionalmente incluida en la provincia fitogeográfica de las yungas del dominio fitogeográfico amazónico), que ocupa una franja de la llanura y las lomadas próximas al pie de los encadenamientos orientales andinos en el centro y sur de Bolivia y en el noroeste de la Argentina (bordeando por el este a las sierras Subandinas en las provincias de Salta y Jujuy), se debe separar de las yungas australes, más relacionadas con las forestas del oriente paraguayo, el nordeste argentino y las caatingas del nordeste del Brasil, formando parte del denominado "Arco Pleistocénico", en el cual el bosque chiquitano oficiaría de "puente biológico".

### Fauna
Entre las abundantes especies endémicas se encuentra el tuco-tuco de Goodfellow.